# تیمارستان (فیلم ۲۰۱۴)
تیمارستان (به انگلیسی: Asylum) یک فیلم کمدی ترسناک آمریکایی محصول سال ۲۰۱۴ به کارگردانی تادور چپکانوف است. این فیلم در تاریخ ۴ آوریل ۲۰۱۴ به صورت فیلم ویدئویی روی دی‌وی‌دی در ژاپن و در ۲ ژوئن ۲۰۱۵ در ایالات متحده منتشر شد.